# امپراتور مقدس روم

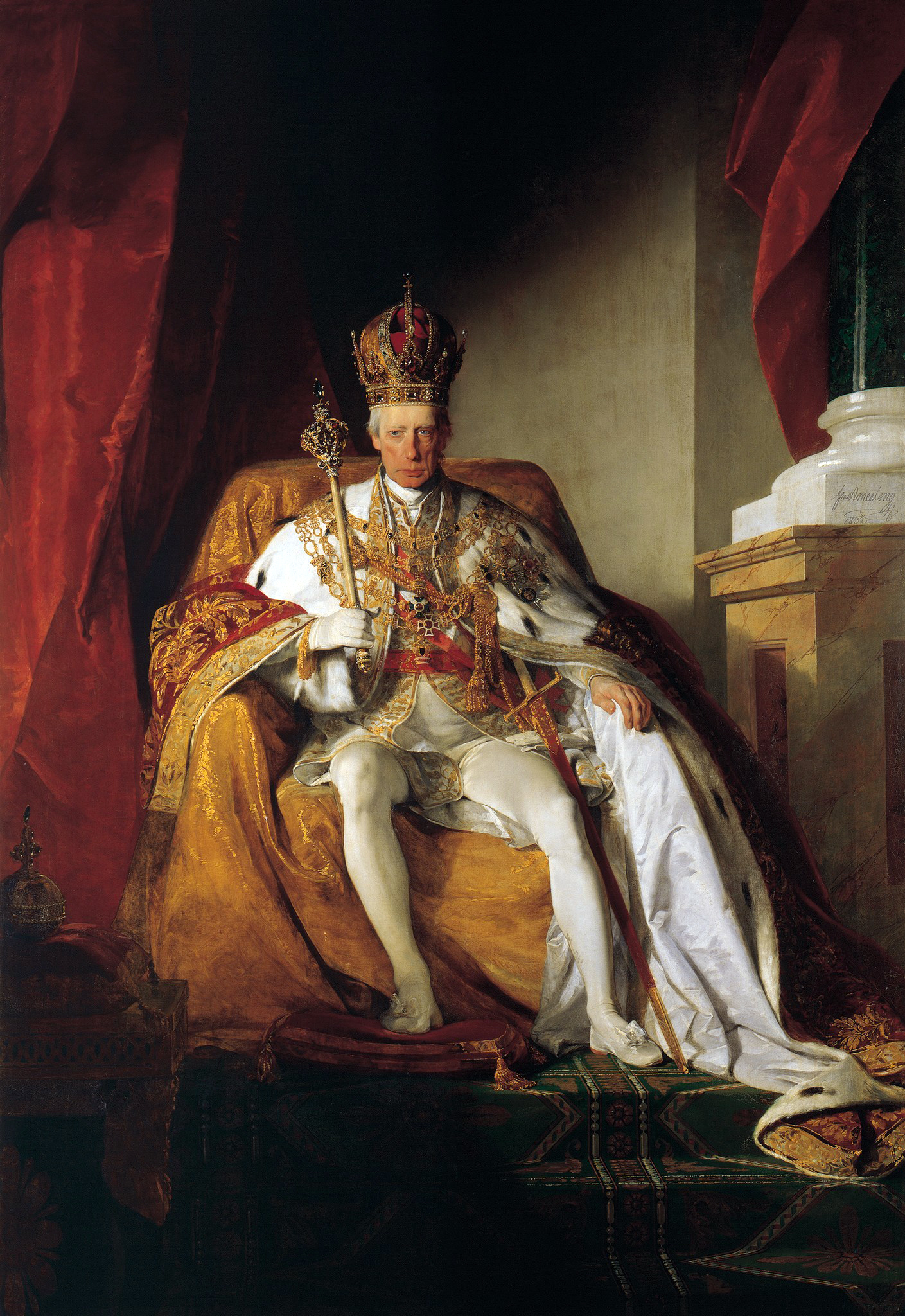
فرانتس دوم، یکی از امپراتوران مقدس روم

امپراتور مقدس روم (به لاتین: Imperator Romanus Sacer)، (به آلمانی: Römisch-deutscher Kaiser) نامی است که توسط تاریخ‌نویسان برای نامیدن حکمرانِ آلمانی قرون وسطایی استفاده می‌شد. وی همچنین لقبِ امپراتور رومن‌ها یا پادشاه رومیان را نیز از پاپ دریافت می‌کرد. این امپراتور پس از قرن شانزدهم، امپراتوری مقدس روم را فرمانروایی می‌کرد که شامل قلمرو اروپای مرکزی متحده قرون وسطی بود.
امپراتور مقدس روم در سلسله مراتب ِ فئودالی این دوره، نخستین رده در میان پادشاهان قرون وسطی کاتولیک رومی بود. او پادشاه ارشدِ مسیحیت کاتولیک و بازوی سکولار کلیسای کاتولیک نیز بود.